# Зана (Грузия)
Зана (груз. ზანა) — село в Грузии, на территории Сенакского муниципалитета края (мхаре) Самегрело-Верхняя Сванетия.

## География
Село находится в западной части Грузии, к востоку от реки Зана (левый приток реки Хоби), на расстоянии приблизительно 12 километров (по прямой) к северу от города Сенаки, административного центра муниципалитета. Абсолютная высота — 140 метров над уровнем моря.

## Население
По результатам официальной переписи населения 2014 года в Зане проживало 292 человека (141 мужчина и 151 женщина). В национальной структуре населения грузины составляли 100 %.
| Год  | Население, человек |
| ---- | ------------------ |
| 2002 | 271                |
| 2014 | ↗ 292              |